# Sędzia Dredd (film)
Sędzia Dredd (oryg. Judge Dredd) – film sensacyjny z 1995 roku w reżyserii Danny’ego Cannona. Film oparty jest na postaci z brytyjskiego magazynu komiksowego 2000 AD.

## Fabuła
Megacity One jest miastem w odległej przyszłości zajmującym tereny dzisiejszego Nowego Jorku. Ogromna liczba ludności mieszka na zbyt małym obszarze. Standardy życia są niezadowalające. Siłą rzeczy, przestępczość jest powszechna. Tradycyjne metody zwalczania kryminalistów były za mało wydajne i za bardzo czasochłonne. Zatem w tym świecie nie ma policji, prokuratorów, katów i sędziów (w tradycyjnym znaczeniu tego słowa). Rolę tych czterech instytucji przejęli Sędziowie. De facto są to policjanci, którzy natychmiast po aresztowaniu, osądzają i wydają prawomocny wyrok. Nie przysługuje prawo do apelacji, chociaż Sędzia zwykle pyta, czy ma się coś na swoją obronę. Adwokatów nie ma.
Joseph Dredd jest doświadczonym sędzią ulicznym (czyli w oddziałach prewencji), którego dewiza brzmi: „I am the law” („Jestem prawem”). Służy w tej części Megacity, która kiedyś była Nowym Jorkiem. Bezwzględny w swojej pracy, ślepy wyznawca „dura lex sed lex”. Nigdy nie uznaje okoliczności łagodzących lub wyższej konieczności. Skazał na 5 lat mężczyznę za sabotowanie publicznego automatu, mimo iż jedynym jego celem było ukrycie się przed strzelaniną. Sędzia Przewodniczący w prywatnej rozmowie wyraził zaniepokojenie dużą liczbą wyroków śmierci wydanych przez Josepha. Świat jest dla Dredda czarno-biały, póki nie zostaje wrobiony w morderstwo. Wtedy okazuje się, że Sędziowie na których ciążą zarzuty mają unikalne w tym świecie przywileje: prawo do względnie normalnego procesu sądowego i adwokata. Jest nim inny Sędzia, ale nie zdołał go wybronić. Kolegami po fachu są w tym wypadku także pełniący rolę prokuratora oraz sędzia w tradycyjnym znaczeniu tego słowa. Przed karą śmierci ocalił go odchodzący na emeryturę Sędzia Fargo. Konkretnie, zwyczaj by spełniać prośbę Sędziego Przewodniczącego w takiej sytuacji. Dredd dostał dożywocie w kolonii karnej w Aspen. Ją i Megacity One dzieli pustkowie, na którym panuje absolutne bezprawie. Samolot przewożący skazańców zostaje zestrzelony przez żyjących tam ludzi. Przeżył wraz z tym, którego po raz ostatni skazał. Przed kanibalami ocalił ich Sędzia Fargo (jak każdy emeryt, wygnany z miasta by nawracać na prawo), ale sam zginął. Dredd wraz z nieoczekiwanym sprzymierzeńcem wraca do Megacity One oczyścić swoje imię.

## Broń
Sędzia wyposażony jest w pistolet maszynowy sterowany głosem. Mówi, czy chce mieć ogień pojedynczy, seryjny, ciągły lub wystrzelić granat. Pistolet rozpoznaje DNA każdego Sędziego. Jeśli użyje go ktoś kogo nie rozpozna, rani rękę. Zabezpieczenie to ma jednak lukę: Bliski krewny danego Sędziego, który użyje tej broni, zostanie rozpoznany jako ten Sędzia. Pomimo tego, że ta osoba nie jest Sędzią.

## Obsada
- Sylvester Stallone – Sędzia Joseph Dredd
- Armand Assante – Rico Dredd, brat Josepha
- Rob Schneider – Herman „Fergie” Ferguson
- Jürgen Prochnow – Sędzia Griffin
- Max von Sydow – Sędzia Fargo
- Diane Lane – Sędzia Hershey
- Joanna Miles – Sędzia McGruder, nowy Sędzia Przewodniczący
- Joan Chen – Ilsa
- Balthazar Getty – Olmeyer
- Maurice Roëves – Warden Miller
- Ian Dury – Geiger
- Ewen Bremner – Junior Angel
- Mitch Ryan – Vardas Hammond
- James Earl Jones – narrator
- Scott Wilson – Pa Angel